# Собор Воздвижения Креста Господня (Верхотурье)
Собор Воздвижения Креста Господня — православный храм в городе Верхотурье Свердловской области. Расположен на территории Свято-Николаевского Верхотурского монастыря. Третий по объёму храм в России, уступающий только храму Христа Спасителя в Москве и Исаакиевскому собору в Петербурге. В соборе покоятся мощи святого Симеона Верхотурского.
Памятник архитектуры федерального значения.

## История
Строительство началось в сентябре 1905 года. Собор освящён 11 сентября 1913 года, в этот день в храм перенесены мощи святого Симеона Верхотурского. В соборе установили центральный иконостас, изготовленный из фаянса. Над ракой с мощами святого была воздвигнута сень, подаренная императорской семьёй, с надписью: «Сия сень сооружена к мощам Симеона Праведного в Верхотурский Николаевский монастырь иждивением и любовью Благочестивейшего, Самодержавнейшего, Великого Государя Императора Николая Александровича, Благочестивейшей Государыни императрицы Александры Федоровны, наследника цесаревича Алексея Николаевича и Благоверных Великих княжен Ольги, Татьяны, Марии, Анастасии Николаевен в лето от Рождества Христова 1914 мая 25». На момент открытия являлся одним из самых больших храмов страны и способен был принять почти 4000 человек.
В 1920 году большевиками были вскрыты мощи святого. В 1930-х здание собора закрыто для верующих, имущество храма конфисковано. Позднее в храме размещался кинотеатр. Также здание использовали для нужд колонии, которая размещалась в монастыре. В 1990 году возвращён РПЦ. На сегодняшней момент здание отреставрировано и восстановлено.

## Архитектура
Здание собора расположено в центре монастырской площади по диагонали к Преображенскому собору. Благодаря крупным размерам и ориентации на его объём главных городских улиц — Ленина и Малышева — собор является доминантой приречного участка исторической части города. Является образцом архитектуры неовизантийского стиля.
Построен по проекту пермского архитектора Александра Турчевича. Кирпичные и бетонные работы выполнены А. М. Балашовым. Штукатурные работы выполнены В. И. Рябовым. Покрытия поставил цинко-литейный художественный завод фирмы «Георг Поль». Отопление и вентиляция установлены фирмой «Залеский и Чаплин». Покрытие полов метлахской плиткой выполнялось через московский торговый дом «Кос и Дюрр». Фаянсовых иконостасы изготовлены «Товариществом производства фарфоровых и фаянсовых изделий М. С. Кузнецова». Иконы на цинковых досках исполнены в «Мастерской художественно-живописной и иконописной работы С. К. Шварова с сыном». Интерьеры расписывал московский художник С. К. Шваров. Чугунная винтовая лестница (не сохранилась) отлита на Каслинском заводе
Решён по симметричной продольно-осевой схеме: к храмовому объёму с тремя апсидами и двумя боковыми притворами примыкает трапезная с хорами на втором этаже. Объём храма и трапезной с хорами поставлен на полуподвал. Храм решён по крестово-купольной схеме. Ветви подкупольного креста перекрыты цилиндрическими сводами. Семиглавое завершение собора образовано куполом на высоком световом барабане в сочетании с четырьмя башенками-звонницами, поставленными на углах храмового объёма, и двумя аналогичными башенками по обе стороны от главного входа. Композиция собора дополнена тремя крыльцами и двумя объёмами вентиляционных камер.
Купол, покрытия притворов, центральной апсиды, башенок-звонниц, крылец и вентиляционных камер — шлемовидной формы. Углы сложносоставного объёма отмечены широкими лопатками, несущими высокий неполный антаблемент. Его полоса, составленная из горизонтальных и полуциркульных отрезков, охватывает верх стен со всех сторон здания. В простенках между лопаток протянуты карнизы — по верху полуподвала и подоконные.
На асимметричном южном фасаде храмовая часть — трехчастная симметричная. Её центральную часть отмечают крыльцо, выступ притвора, полуциркульный фронтон, а также купол на граненом световом барабане. Выступающая левая часть южного фасада также симметрична, увенчана полукруглым фронтоном, над которым выведена башенка-звонница. Все проемы южного фасада — арочные (исключая лучковые проемы полуподвала).
Западный фасад симметричный трехчастный с крыльцом входа по центру. На симметричном восточном фасаде прямоугольная стена храмовой части, увенчанная зауженным полукруглым фронтоном, прикрыта полукруглыми апсидами. Северный фасад зеркально-симметрично повторяет южный. Убранство фасадов дополняют коринфские колонки крылец, башенок-звонниц и наличников, а также ряды ширинок и рамки-тяги.
Фризы полукруглых фронтонов заполнены священными изречениями. Внутрь ведут три основных входа: с запада, с юга и с севера. Дополнительный вход с открытым крыльцом ведет в ризницу, охватывающую главный алтарь; рядом с входом устроен спуск в подвал. Вход с запада ведет в помещение между лестничными клетками. Расположенные далее трапезная и над ней хоры — трехнефные.
В оформлении интерьера использованы тяги в виде стилизованных лепестков и рамок. Кольцо барабана украшено тремя ярусами карнизов, нижний дополнен сухариками. Иконостасы главного и двух придельных храмов — фаянсовые, светло-бирюзовые, на железных каркасах. Главный иконостас имеет двухъярусное строение ордерного типа. Его центральная часть выделена царскими вратами и крупной венчающей иконой с верхом в виде фигурного фронтона. Симметричную ступенчатую композицию дополняют чередующиеся фигурные фронтончики и четыре иконы в обрамлениях, имитирующих башенки.
Иконостасы северного и южного приделов решены по более простой схеме. К двухъярусной центральной части с царскими вратами примыкают боковые прясла на две иконы. Композицию усложняют иконы в обрамлениях, имитирующих башенки.